# تور دو فرانس ۱۹۰۵
تور دو فرانس ۱۹۰۵ سومین دورهٔ مسابقات دوچرخه‌سواری تور دو فرانس بود که از ۹ تا ۳۰ ژوئیه توسط روزنامهٔ لوتو در فرانسه برگزار شد. پس از رد صلاحیت‌های تور دو فرانس ۱۹۰۴ تغییراتی در قوانینی برگزاری اعمال شد که مهم‌ترین آن، استفاده از امتیاز به جای زمان در رده‌بندی اصلی بود. ضمناً برای نخستین بار بخش‌های کوهستانی در مسیر تور گنجانده شد. لویی تروسلیه قهرمان تور شد.

## نوآوری‌ها
پس از تور ۱۹۰۴ چند رکابزن از جمله چهار نفر نخست رده‌بندی اولیه، رد صلاحیت شدند. از میان آنها تنها ایپولیت اوکوتوریه در تور ۱۹۰۵ شرکت کرد. در تور ۱۹۰۴ به دلیل برگزاری بخش‌هایی از مسابقه در شب، نظارت پیوسته روی رکابزنان سخت بود و به دلیل مسیر طولانی مراحل، داوران نمی‌توانستند در همهٔ مسیر حضور داشته باشند. 
بنابراین در تور ۱۹۰۵ تغییراتی برای ساده‌تر شدن نظارت ایجاد شد:
- مراحل کوتاه‌تر و عدم مسابقه در شب.
- افزایش تعداد مراحل به ۱۱ که حدود دو برابر دورهٔ گذشته بود.
- تعیین برنده بر پایه امتیاز به جای زمان.[۳]

نخستین رکابزن که از خط پایان می‌گذشت، یک امتیاز کسب می‌کرد. سایر رکابزنان یک امتیاز بیش از نفر قبلی دریافت می‌کردند. به ازای هر ۵ دقیقه فاصله میان دو رکابزن، یک امتیاز بیشتر و حداکثر تا ۱۰ امتیاز به نفر بعدی داده می‌شد. 
نوآوری مهم دیگر، مسیرهای کوهستانی بود. یکی از کارکنان دگرانژ‌ به نام آلفونس استنه او را به سفری در گردنه‌های بایار و بالون دالزاس برد تا دگرانژ را ترغیب به گنجاندن این گردنه‌ها در مسیر تور کند. دگرانژ پذیرفت و گفت در صورت سخت بودن سربالایی‌ها استنه مقصر است.

## شرکت کنندگان
۷۷ نفر برای حضور در تور ثبت نام کردند. ۱۷ نفر در خط شروع قرار نگرفتند؛ بنابراین تور با حضور ۶۰ رکابزن آغاز شد. رکابزنان به صورت تیمی رقابت نمی‌کردند؛ ولی بیشتر آنها حامی مالی داشتند. دو رکابزن بلژیکی و بقیه فرانسوی بودند.

## مسابقه
با وجود تغییر قوانین، همچنان اعتراضاتی در میان تماشاگران وجود داشت. در مرحلهٔ نخست، همهٔ رکابزنان به جز ژان-باتیست دورتینیاک به دلیل میخ‌های پخش شده در مسیر، دچار پنچری شدند. لویی تروسلیه برندهٔ این مرحله شد. او در ارتش خدمت می‌کرد و تنها به مدت ۲۴ ساعت برای شرکت در تور مرخصی داشت. پس از پیروزی در مرحلهٔ نخست، مرخصی او تا پایان تور تمدید شد. تنها ۱۵ رکابزن در بازهٔ زمانی مشخص شده مرحله را به پایان رساندند. ۱۵ رکابزن دیگر پس از زمان تعیین شده، از خط گذشتند و بقیه با قطار رسیدند. دگرانژ می‌خواست مسابقه را متوقف کند، ولی به دلیل اصرار رکابزنان نظرش تغییر کرد و همهٔ رکابزنان با اعمال جریمهٔ امتیازی امکان ادامهٔ تور را به دست آوردند.
در مرحلهٔ دوم، نخستین سربالایی بزرگ تور یعنی بالون دالزاس معرفی شد. چهار رکابزن برتر سربالایی، تروسلیه، رنه پوتیه، کورنه و اوکوتوریه بودند. نخست تروسلیه و اوکوتوریه جا ماندند و کورنه در کیلومتر پایانی عقب افتاد. در ادامهٔ مسیر اوکوتوریه توانست پوتیه را که زودتر از بقیه به رأس رسیده بود، پشت سر گذارد و برندهٔ مرحله شود. پوتیه در مرحلهٔ سوم به دلیل تاندونیت وادار به کناره‌گیری شد و تروسلیه به پیروزی رسید. مرحلهٔ چهارم شامل دو سربالایی دیگر بود و در نهایت با برتری اوکوتوریه خاتمه یافت. تروسلیه که پس از کناره‌گیری پوتیه صدرنشین بود، موقعیت خود را حفظ کرد.
مرحلهٔ پنجم با پیروزی تروسلیه پایان یافت و اوکوتوریه با فاصلهٔ امتیازی زیادی که با تروسلیه ایجاد شده بود، از ادامهٔ رقابت برای قهرمانی بازماند. تروسلیه برتری خود را تا پایان تور حفظ کرد و ضمن کسب پیروزی در ۵ مرحله، قهرمان تور نیز شد.

## پیامد
سامانهٔ امتیازی خوشایند برگزارکنندگان تور بود و تا تور ۱۹۱۲ فعال ماند، تا این که دوباره به سامانهٔ زمانی برگردانده شد. در تور ۱۹۵۳ برای پنجاه سالگی تور، سامانهٔ امتیازی دوباره با عنوان رده‌بندی امتیازی معرفی شد و پیراهن سبز به برندهٔ آن داده شد. این رده‌بندی هنوز فعال است.
افزوده شدن مسیرهای کوهستانی در تور نیز موفقیت‌آمیز بود. پس از ووژ در تور ۱۹۰۵ ، ماسیف سانترال در ۱۹۰۶، پیرنه در ۱۹۱۰ و آلپ در ۱۹۱۱ به مسیر تور افزوده شدند.
تروسلیه ۶۹۵۰ فرانک برای قهرمانی در تور دریافت کرد. همان شب، در حالت مستی با دوستانش قمار کرد و همهٔ پول را از دست داد. در سال‌های بعد، تروسلیه قهرمان تور نشد، ولی در ۸ مرحله به پیروزی رسید.